# Máximo González
Máximo González (* 20. Juli 1983 in Tandil) ist ein argentinischer Tennisspieler.

## Leben und Karriere
González besuchte die Tennisschule Raul Pérez-Roldán (Vater von Guillermo Pérez-Roldán) in Tandil. Seine Tenniskarriere begann er im Jahr 2000 mit einigen Future-Turnieren in Argentinien. Zwei Jahre später wurde er Profi, sein erstes Future-Turnier gewann er 2004 in Arezzo. Nachdem er in den folgenden Future-Turnieren jeweils mindestens das Halbfinale erreicht hatte, stieg er Ende 2005 auf Challenger-Turniere um. Auf dieser Turnierebene gelang ihm 2007 seinen ersten Turniersieg in Vigo. Danach konnte er bei den nächsten vier Challenger-Turnieren drei Mal das Turnier gewinnen. 2009 schaffte er es erstmals, mit Rang 66 das Jahr unter den Top 100 der Weltrangliste zu beenden. Im Einzel war das Erreichen der dritten Runde bei den French Open 2009 sein bestes Resultat. In der Weltrangliste hatte er mit Platz 58 seine höchste Notierung.
Mehr Erfolge feierte er im Doppel. Bei den US Open 2008 zog er ins Halbfinale ein und gewann in derselben Saison mit Juan Mónaco die Doppelkonkurrenz in Valencia. Erst 2015 und 2016 folgten die nächsten Titelerfolge: 2015 mit André Sá in Umag und 2016 mit Guillermo Durán in Marrakesch sicherte er sich gleich zwei weitere Titel auf der World Tour.
2017 spielte er erstmals für die argentinische Davis-Cup-Mannschaft.

## Erfolge
| Legende (Anzahl der Siege)      |
| Grand Slam                      |
| ATP World Tour Finals           |
| ATP World Tour Masters 1000 (1) |
| ATP World Tour 500 (5)          |
| ATP World Tour 250 (13)         |
| ATP Challenger Tour (46)        |

| ATP-Titel nach Belag |
| Hartplatz (4)        |
| Sand (14)            |
| Rasen (1)            |

### Einzel

#### Turniersiege

##### ATP Challenger Tour
| Nr. | Datum              | Turnier               | Belag | Finalgegner            | Ergebnis      |
| --- | ------------------ | --------------------- | ----- | ---------------------- | ------------- |
| 1.  | 11. August 2007    | Vigo                  | Sand  | Marc López             | 6:2, 6:4      |
| 2.  | 19. August 2007    | Cordenons             | Sand  | Mariano Puerta         | 2:6, 7:5, 7:5 |
| 3.  | 2. September 2007  | Como                  | Sand  | Christophe Rochus      | 7:65, 6:4     |
| 4.  | 9. September 2007  | Brașov                | Sand  | Olivier Patience       | 6:4, 6:3      |
| 5.  | 13. Juli 2008      | San Benedetto         | Sand  | Diego Junqueira        | 6:4, 7:65     |
| 6.  | 25. Januar 2009    | Iquique               | Sand  | Guillermo Hormazábal   | 6:4, 6:4      |
| 7.  | 15. März 2009      | Santiago de Chile (1) | Sand  | Mariano Zabaleta       | 6:4, 6:3      |
| 8.  | 2. Oktober 2010    | Montevideo            | Sand  | Pablo Cuevas           | 1:6, 6:3, 6:4 |
| 9.  | 10. Oktober 2010   | Buenos Aires          | Sand  | Pablo Cuevas           | 6:4, 6:3      |
| 10. | 13. März 2011      | Santiago de Chile (2) | Sand  | Éric Prodon            | 7:5, 0:6, 6:2 |
| 11. | 25. September 2011 | Campinas              | Sand  | Caio Zampieri          | 6:3, 6:2      |
| 12. | 27. April 2014     | Santos                | Sand  | Gastão Elias           | 7:5, 6:3      |
| 13. | 15. Juni 2014      | Blois                 | Sand  | Gastão Elias           | 6:2, 6:3      |
| 14. | 29. Juni 2014      | Padua                 | Sand  | Albert Ramos Viñolas   | 6:3, 6:4      |
| 15. | 7. Juni 2015       | Mestre                | Sand  | Jozef Kovalík          | 6:1, 6:3      |
| 16. | 18. Oktober 2015   | Corrientes            | Sand  | Diego Schwartzman      | 3:6, 7:5, 6:4 |
| 17. | 22. Oktober 2016   | Santiago de Chile     | Sand  | Rogério Dutra da Silva | 6:2, 7:65     |

### Doppel

#### Turniersiege

##### ATP World Tour
| Nr. | Datum            | Turnier            | Belag         | Partner           | Finalgegner                            | Ergebnis           |
| --- | ---------------- | ------------------ | ------------- | ----------------- | -------------------------------------- | ------------------ |
| 1.  | 20. April 2008   | Valencia           | Sand          | Juan Mónaco       | Travis Parrott Filip Polášek           | 7:5, 7:5           |
| 2.  | 25. Juli 2015    | Umag               | Sand          | André Sá          | Mariusz Fyrstenberg Santiago González  | 4:6, 6:3, [10:5]   |
| 3.  | 9. April 2016    | Marrakesch         | Sand          | Guillermo Durán   | Marin Draganja Aisam-ul-Haq Qureshi    | 6:2, 3:6, [10:6]   |
| 4.  | 4. März 2018     | São Paulo (1)      | Sand (i)      | Federico Delbonis | Wesley Koolhof Artem Sitak             | 6:4, 6:2           |
| 5.  | 17. Februar 2019 | Buenos Aires       | Sand          | Horacio Zeballos  | Diego Schwartzman Dominic Thiem        | 6:1, 6:1           |
| 6.  | 24. Februar 2019 | Rio de Janeiro (1) | Sand          | Nicolás Jarry     | Thomaz Bellucci Rogério Dutra da Silva | 6:73, 6:3, [10:7]  |
| 7.  | 3. März 2019     | São Paulo (2)      | Sand          | Federico Delbonis | Luke Bambridge Jonny O’Mara            | 6:4, 6:3           |
| 8.  | 18. Januar 2020  | Adelaide           | Hartplatz     | Fabrice Martin    | Ivan Dodig Filip Polášek               | 7:612, 6:3         |
| 9.  | 14. März 2021    | Santiago de Chile  | Sand          | Simone Bolelli    | Federico Delbonis Jaume Munar          | 7:64, 6:4          |
| 10. | 29. Mai 2021     | Parma              | Sand          | Simone Bolelli    | Oliver Marach Aisam-ul-Haq Qureshi     | 6:3, 6:3           |
| 11. | 26. Juni 2021    | Mallorca           | Rasen         | Simone Bolelli    | Novak Đoković Carlos Gómez Herrera     | kampflos           |
| 12. | 16. Oktober 2022 | Gijón              | Hartplatz (i) | Andrés Molteni    | Nathaniel Lammons Jackson Withrow      | 6:76, 7:64, [10:5] |
| 13. | 12. Februar 2023 | Córdoba (1)        | Sand          | Andrés Molteni    | Sadio Doumbia Fabien Reboul            | 6:4, 6:4           |
| 14. | 25. Februar 2023 | Rio de Janeiro (2) | Sand          | Andrés Molteni    | Juan Sebastián Cabal Marcelo Melo      | 6:1, 7:63          |
| 15. | 23. April 2023   | Barcelona (1)      | Sand          | Andrés Molteni    | Wesley Koolhof Neal Skupski            | 6:3, 6:78, [10:4]  |
| 16. | 6. August 2023   | Washington         | Hartplatz     | Andrés Molteni    | Mackenzie McDonald Ben Shelton         | 6:74, 6:2, [10:6]  |
| 17. | 20. August 2023  | Cincinnati         | Hartplatz     | Andrés Molteni    | Jamie Murray Michael Venus             | 3:6, 6:1, [11:9]   |
| 18. | 11. Februar 2024 | Córdoba (2)        | Sand          | Andrés Molteni    | Sadio Doumbia Fabien Reboul            | 6:4, 6:1           |
| 19. | 21. April 2024   | Barcelona (2)      | Sand          | Andrés Molteni    | Hugo Nys Jan Zieliński                 | 4:6, 6:4, [11:9]   |

##### ATP Challenger Tour
| Nr. | Datum              | Turnier               | Belag | Partner           | Finalgegner                                           | Ergebnis          |
| --- | ------------------ | --------------------- | ----- | ----------------- | ----------------------------------------------------- | ----------------- |
| 1.  | 20. November 2005  | Aracaju (1)           | Sand  | Sergio Roitman    | Carlos Berlocq Martín Vassallo Argüello               | 6:4, 6:77, 6:3    |
| 2.  | 29. Januar 2006    | Santiago de Chile (1) | Sand  | Sergio Roitman    | Jorge Aguilar Felipe Parada                           | 6:4, 6:3          |
| 3.  | 16. April 2006     | Florianópolis         | Sand  | Sergio Roitman    | Thiago Alves Júlio Silva                              | 6:2, 3:6, [10:5]  |
| 4.  | 13. August 2006    | San Marino            | Sand  | Sergio Roitman    | Jérôme Haehnel Julien Jeanpierre                      | 6:3, 6:4          |
| 5.  | 29. Oktober 2006   | Montevideo            | Sand  | Sergio Roitman    | Guillermo Cañas Martín García                         | 6:3, 7:65         |
| 6.  | 4. November 2006   | Aracaju (2)           | Sand  | Sergio Roitman    | Tomas Behrend Marcel Granollers                       | 7:66, 3:6, [10:6] |
| 7.  | 2. September 2007  | Como                  | Sand  | Simone Vagnozzi   | Flavio Cipolla Marco Pedrini                          | 7:65, 6:4         |
| 8.  | 26. Oktober 2008   | Buenos Aires III      | Sand  | Sebastián Prieto  | Thomaz Bellucci Rubén Ramírez Hidalgo                 | 7:5, 6:3          |
| 9.  | 12. Juli 2009      | Scheveningen          | Sand  | Lucas Arnold Ker  | Thomas Schoorel Nick van der Meer                     | 7:5, 6:2          |
| 10. | 13. März 2011      | Santiago de Chile (2) | Sand  | Horacio Zeballos  | Guillermo Rivera Aránguiz Cristóbal Saavedra Corvalán | 6:3, 6:4          |
| 11. | 21. September 2013 | Campinas (1)          | Sand  | Guido Andreozzi   | Thiago Alves Thiago Monteiro                          | 6:4, 6:4          |
| 12. | 28. September 2013 | Porto Alegre          | Sand  | Guillermo Durán   | Víctor Estrella João Souza                            | 3:6, 6:1, [10:5]  |
| 13. | 12. Oktober 2013   | San Juan              | Sand  | Guillermo Durán   | Martín Alund Facundo Bagnis                           | 6:3, 6:0          |
| 14. | 27. Oktober 2013   | Buenos Aires          | Sand  | Diego Schwartzman | Rogério Dutra da Silva André Ghem                     | 6:3, 7:5          |
| 15. | 12. April 2014     | Itajaí                | Sand  | Eduardo Schwank   | André Sá João Souza                                   | 6:2, 6:3          |
| 16. | 26. April 2014     | Santos (1)            | Sand  | Andrés Molteni    | Guillermo Durán Renzo Olivo                           | 7:5, 6:4          |
| 17. | 21. Juni 2014      | Mailand               | Sand  | Guillermo Durán   | Jamie Cerretani Frank Moser                           | 6:3, 6:3          |
| 18. | 5. Juli 2014       | Todi (1)              | Sand  | Guillermo Durán   | Riccardo Ghedin Claudio Grassi                        | 6:1, 3:6, [10:7]  |
| 19. | 15. November 2014  | Guayaquil             | Sand  | Guido Pella       | Pere Riba Jordi Samper Montaña                        | 2:6, 7:63, [10:5] |
| 20. | 25. April 2015     | Santos (2)            | Sand  | Roberto Maytín    | Andrés Molteni Guido Pella                            | 6:4, 7:64         |
| 21. | 11. Juli 2015      | Todi (2)              | Sand  | Flavio Cipolla    | Andreas Beck Peter Gojowczyk                          | 6:4, 6:1          |
| 22. | 24. Oktober 2015   | Santiago de Chile     | Sand  | Guillermo Durán   | Andrej Martin Hans Podlipnik-Castillo                 | 7:62, 7:5         |
| 23. | 9. Januar 2016     | Mendoza               | Sand  | José Hernández    | Julio Peralta Horacio Zeballos                        | 4:6, 6:3, [10:1]  |
| 24. | 16. Januar 2016    | Buenos Aires II (1)   | Sand  | Facundo Bagnis    | Sergio Galdós Christian Lindell                       | 6:1, 6:2          |
| 25. | 25. September 2016 | Santos (3)            | Sand  | Sergio Galdós     | Rogério Dutra da Silva Fabrício Neis                  | 6:3, 5:7, [14:12] |
| 26. | 19. März 2017      | Buenos Aires II (2)   | Sand  | Andrés Molteni    | Guido Andreozzi Guillermo Durán                       | 6:1, 6:76, [10:5] |
| 27. | 8. Juli 2017       | Marburg               | Sand  | Fabrício Neis     | Rameez Junaid Ruan Roelofse                           | 6:3, 7:64         |
| 28. | 7. Oktober 2017    | Campinas (2)          | Sand  | Fabrício Neis     | Gastão Elias José Pereira                             | 6:1, 6:1          |
| 29. | 25. November 2017  | Rio de Janeiro II     | Sand  | Fabrício Neis     | Marcelo Arévalo Miguel Ángel Reyes Varela             | 5:7, 6:4, [10:4]  |

#### Finalteilnahmen
| Nr. | Datum            | Turnier               | Belag     | Partner          | Finalgegner                                    | Ergebnis          |
| --- | ---------------- | --------------------- | --------- | ---------------- | ---------------------------------------------- | ----------------- |
| 1.  | 3. Februar 2008  | Viña del Mar (1)      | Sand      | Juan Mónaco      | José Acasuso Sebastián Prieto                  | 1:6, 0:3 aufgg.   |
| 2.  | 10. Februar 2019 | Córdoba               | Sand      | Horacio Zeballos | Roman Jebavý Andrés Molteni                    | 4:6, 6:74         |
| 3.  | 28. Juni 2019    | Eastbourne            | Rasen     | Horacio Zeballos | Juan Sebastián Cabal Robert Farah              | 6:3, 6:74, [6:10] |
| 4.  | 22. Mai 2021     | Genf                  | Sand      | Simone Bolelli   | John Peers Michael Venus                       | 2:6, 5:7          |
| 5.  | 1. Mai 2022      | Estoril               | Sand      | André Göransson  | Nuno Borges Francisco Cabral                   | 2:6, 3:6          |
| 6.  | 21. Mai 2022     | Lyon                  | Sand      | Marcelo Melo     | Ivan Dodig Austin Krajicek                     | 3:6, 4:6          |
| 7.  | 13. Oktober 2024 | Shanghai              | Hartplatz | Andrés Molteni   | Wesley Koolhof Nikola Mektić                   | 4:6, 4:6          |
| 8.  | 1. März 2025     | Santiago de Chile (2) | Sand      | Andrés Molteni   | Nicolás Barrientos Rithvik Choudary Bollipalli | 3:6, 2:6          |

## Abschneiden bei Grand-Slam-Turnieren

### Einzel
| Turnier         | 2008 | 2009 | 2010 | 2011 | 2012 | 2013 | 2014 | 2015 | 2016 | 2017 | Karriere |
| --------------- | ---- | ---- | ---- | ---- | ---- | ---- | ---- | ---- | ---- | ---- | -------- |
| Australian Open | Q1   | —    | —    | —    | —    | —    | —    | 1    | —    | Q2   | 1        |
| French Open     | 2    | 3    | —    | 1    | Q1   | —    | Q2   | 1    | Q1   | Q2   | 3        |
| Wimbledon       | —    | 1    | 1    | 1    | Q1   | —    | —    | Q1   | Q1   | Q2   | 1        |
| US Open         | 1    | 2    | 1    | 1    | Q1   | 2    | 1    | Q3   | Q2   | Q1   | 2        |

Zeichenerklärung: S = Turniersieg; F, HF, VF, AF = Einzug ins Finale / Halbfinale / Viertelfinale / Achtelfinale; 1, 2, 3 = Ausscheiden in der 1. / 2. / 3. Hauptrunde; Q1, Q2, Q3 = Ausscheiden in der 1. / 2. / 3. Qualifikationsrunde; nicht ausgetragen

### Doppel
| Turnier         | 2008 | 2009 | 2010 | 2011 | 2012 | 2013 | 2014 | 2015 | 2016 | 2017 | 2018 | 2019 | 2020 | 2021 | 2022 | 2023 | 2024 | 2025 | Karriere |
| --------------- | ---- | ---- | ---- | ---- | ---- | ---- | ---- | ---- | ---- | ---- | ---- | ---- | ---- | ---- | ---- | ---- | ---- | ---- | -------- |
| Australian Open | 1    | —    | —    | —    | —    | —    | —    | 1    | —    | 1    | —    | AF   | 2    | AF   | —    | 1    | VF   | 1    | VF       |
| French Open     | —    | —    | —    | 2    | —    | —    | VF   | AF   | 1    | —    | VF   | 1    | 2    | AF   | 2    | VF   | AF   | 1    | VF       |
| Wimbledon       | —    | 1    | 1    | 1    | —    | —    | —    | —    | 2    | —    | AF   | AF   |      | HF   | 1    | 2    | VF   | AF   | HF       |
| US Open         | HF   | 2    | 2    | 2    | —    | —    | 1    | —    | 1    | —    | VF   | —    | AF   | 2    | 1    | VF   | VF   |      | HF       |

### Mixed
| Turnier         | 2016 | 2017 | 2018 | 2019 | 2020 | 2021 | 2022 | 2023 | 2024 | 2025 | Karriere |
| --------------- | ---- | ---- | ---- | ---- | ---- | ---- | ---- | ---- | ---- | ---- | -------- |
| Australian Open | —    | —    | —    | —    | —    | 1    | —    | —    | 1    | 1    | 1        |
| French Open     | —    | —    | —    | 1    |      | —    | —    | —    | HF   | AF   | HF       |
| Wimbledon       | 1    | —    | —    | 2    |      | —    | 1    | —    | HF   | 1    | HF       |
| US Open         | —    | —    | —    | —    |      | AF   | —    | 1    | 1    |      | AF       |